# 直航殺機
是一部2014年法國、美國、英國和加拿大合拍的懸疑動作驚悚電影，由西班牙導演贊美·哥勒-施拉執導，連恩·尼遜、茱莉安·摩爾、米雪·道克利主演。 這是繼2011年《不明身份》後贊美·哥勒-施拉與里安·納遜的又一次合作。美國於2014年2月28日上映。

## 劇情
隸屬美國聯邦航空局的空警比爾·馬克斯，與同事傑克·哈蒙在一架紐約飛往倫敦的波音767飛機上执行秘密反恐維安任务，一位美麗熟女珍·薩默斯靠調換座位至比爾身邊。數小時過去，比爾收到一系列神秘劫匪發送的威脅簡訊，對方洞悉他的身份與嗜好，甚至威脅他如不要求美國政府以網路銀行向一個神秘帳戶轉入1.5億美元，就會每二十分钟殺死一名乘客。比爾起初以為這是一向行事可疑的哈蒙所搞的陰謀，但通過檢查他的手機後發現不是他。為了秘密找出劫匪，比爾要求坐在自己身旁而無嫌疑的珍、以及自己信任的乘務員南希合作，靠飛機監視系統找出自己收到簡訊期間有誰動過手機。
在幾分鐘內多次使用手機發訊息的哈蒙突然動身去廁所，比爾跑進去質問他，聲稱自己缺錢的哈蒙突然準備持槍攻擊比爾，迫使比爾下重手殺死他；其剛好死在二十分鐘整。比爾剛走出廁所突然再次收到劫匪的簡訊，證實哈蒙並非劫匪；而哈蒙的隨身手提箱中裝有一包可卡因粉，比爾推斷是哈蒙假公濟私、走私毒品反遭劫匪利用。當得知劫匪所提供的銀行帳戶是登記在比爾自己的名下後，心有不安的比爾開始強行檢查每一位動過手機的乘客，但沒有一個人是劫匪。機長大衛·麥米蘭將比爾的行為當作劫機而通知空管局，使空管局特務麥倫尼克致電比爾談判，指控比爾自導自演這場劫機。
這時又過二十分鐘整，飛機突然失控下墜，比爾發現是機長死亡，副機長萊斯表示身邊的機長突然猝死。飛機隨後改變航向在冰島降落，比爾持續強行檢查乘客，甚至將一名曾經在機場門口遇見過、卻對目的地撒謊的教師乘客湯姆·波溫四處推推搡搡；此行為被一名乘客用手機錄下後上傳至網絡。珍結識一位坐在頭等艙的技術員查克·懷特，編寫病毒程式來反追蹤劫匪的手機。鈴聲響起的劫匪手機最終在一名律師身上發現，比爾強行將他帶到前方質問時，該律師卻突然口吐白沫毒死，而身上別有一根毒針。比爾隨後發現機長是被人以相同手法毒殺，兇手是靠在廁所鉆開一個小洞射出毒針。
比爾對尋找劫匪感到焦頭爛額，全網絡這時傳遍比爾的“劫機行為”，各大新聞媒體公開比爾身為前紐約市警察，女兒八歲時死於白血病後離婚、染上酒癮、吊銷警察職務。這時，劫匪手機自動發送出以冒充比爾名義的自白簡訊，而簡訊中包含限時三十分鐘的倒計時，比爾於是跑回廁所，發現哈蒙手提箱的毒品包下方裝有一顆旋風炸藥軍用炸彈。當比爾走出廁所時，一群基於自保的乘客開始聯合攻擊比爾，當波溫拿槍制止打鬥情況後，比爾才對所有人坦白有人劫機與炸彈的事情，大聲對所有乘客喊出自己的過去以證明清白。所有乘客暫時相信比爾，比爾將哈蒙的槍轉交給一名紐約市警察乘客奧斯汀·萊利，並拿出炸彈手提箱開始與所有乘客實施空管局未測試過的「炸彈阻力規程」：將炸彈安置在飛機後艙門，再透過眾多行李壓制而將爆炸威力降至最低。
兩架英國皇家空軍颱風戰鬥機奉命護送飛機至冰島降落，比爾為了避免炸彈在幾萬英呎高空將飛機炸碎，命令凱爾在十五分鐘後將飛機降落至八千英呎藉以平衡氣壓。當一切準備就緒後，麥倫尼克來電說1.5億美元已經轉入該帳戶，聲言網絡上的錄像已經證明比爾是劫機客。比爾找出用手機錄下自己的乘客，從拍到的錄像中發現自己之前拎著波溫走時，是波溫將劫匪手機偷偷塞入律師身上。暴露劫匪身份的波溫迅速起身，躲入後方趁機奪下比爾的手槍。而查克揭示身為波溫的同夥，跟波溫合作僅是為了錢，奪下槍射傷萊利後準備他們倆逃生用的降落傘。波溫供述其父死於9·11恐怖襲擊，自己曾想為父報仇而參軍卻無所作為，甚至退伍後都發現社會依然維持現狀而忍無可忍，因此透過陷害比爾徹底玷污空中乘警名聲，得以讓大眾正視這個安全隱患。
凱爾冒著被擊落的風險將飛機快速下降至八千英呎，比爾拉住安全帶再透過慣性奪回手槍，在南希幫忙製造時機下開槍殺死波溫。查克企圖搶回降落傘逃生，但被比爾擊倒後一人葬身在炸彈爆炸中。在機艙破損的狀況下，凱爾仍然將飛機成功降落至冰島機場，所有乘客全部疏散出飛機，受傷的萊利被平安送醫，並集體感謝拯救他們的比爾。在新聞澄清比爾是拯救全機乘客的英雄後，麥倫尼克致電比爾表示感謝，並對自己之前的誹謗致歉。比爾走上前對珍感謝她的信任，並決定和她在一起安排接下來的目的地。

## 角色
| 演員             | 角色                             | 備註                                                                   |
| 連恩·尼遜        | 比爾·馬克斯 Bill Marks           | 聯邦空警，纽约市警察局原警察，女兒多年前病死後生活崩塌，開始染上酒癮。 |
| 茱莉安·摩爾      | 珍·薩默斯 Jen Summers            | 航班乘客，紅髮女子，飛行期間一直坐在比爾身旁。                         |
| 蜜雪兒·道克利    | 南希·霍夫曼 Nancy Hoffman        | 空中乘務員，和比爾是長時間的同事及舊識。                               |
| 史考特·麥奈利    | 湯姆·波溫 Tom Bowen              | 航班乘客，两名实际劫机人员之一。自称教師，在機場時和比爾遇上過。       |
| 奈特·帕克        | 查克·懷特 Zack White             | 航班乘客，两名实际劫机人员之一。上班族西裝着装，自称精通電腦知識。     |
| 寇瑞·斯托爾      | 奧斯汀·萊利 Austin Reilly        | 航班乘客，紐約市警察局警察，前往倫敦參加堂兄婚禮。                     |
| 奧瑪·麥特拉      | 法辛·納瑟 Dr. Fahim Nasir        | 航班乘客，來自中東國家，機上唯一的醫生。                               |
| 露琵塔·尼詠歐    | 關·羅伊德 Gwen Lloyd             | 空中乘務員，南希的同事。                                               |
| 柯瑞·霍金斯      | 崔維斯·米契 Travis Mitchell      | 航班乘客，一位戴耳機的男子。                                           |
| 安森·蒙特        | 傑克·哈蒙 Jack Hammond           | 空中乘警，與比爾一起被指派在飛機上。比起比爾，他行事更為腐敗。         |
| 萊納斯·羅徹      | 大衛·麥米蘭 David McMillan       | 该次航班的機長。                                                       |
| 傑森·巴特勒·哈納 | 凱爾·萊斯 Kyle Rice              | 该次航班的副機長。                                                     |
| 謝伊·惠格姆      | 菲利浦·麥倫尼克 Phillip Marenick | 美國空管局人员，在這次事件中作為比爾的聯絡人。                         |

## 制作

在中国大陆地区上映的版本中，手机界面翻译并合成为简体中文

在中国大陆地区上映的版本中，屏幕界面翻译并合成为简体中文，且配有手指击键输入文字词组的效果

2012年11月1日在纽约市皇后区开拍，其他拍摄地包括肯尼迪国际机场和长岛麦克阿瑟机场，2013年1月29日杀青。
另外，与原版影片使用的英语界面不同的是，在中国大陆地区上映的版本中，手机界面和屏幕界面都被翻译并合成为简体中文，且配有手指击键输入文字词组的效果。许多观众表示，从这一点上来说，影片表现得相当有诚意。

## 评价
影片烂番茄新鲜度为60%，平均分5.8；Metacritic上39家媒体综评56分。CinemaScore上观众评分为A-，获得口碑以正面为主。
《娱乐周刊》给75分：连姆·尼森再次化身面孔严肃的秘密武器，他狮子版的咆哮和敢于进击的拳头让影片的荒谬可笑的段落变得令人激动而又紧张刺激。《洛杉矶时报》给70分：作为一部新鲜而有效率的动作惊悚片，主要得益于有内涵的连姆尼森可以指望得上。《ReelViews》给63分：让人感觉在看一部由迈克尔·贝执导的希区柯克编剧的电影。

## 票房
美国首周末收获2887万美元列第一位。次周末收获1537万列第三位。第三周末收1061万列第四位。第四周末收 634万列第八，累计7862万。
台北首周末收获1258万新台币列第二位，最终累计4270万。香港首周四天收获477万港币列第二，次周收534万列第一。中国大陆累计1.04亿人民币。
| 上一届： 《樂高玩電影》        | 2014年美國週末票房冠軍 第9周                      | 下一届： 《300勇士：帝国崛起》 |
| 上一届： 《戰狼300：帝國崛起》 | 2014年香港一週票房冠軍 第11週（3月17日至3月23日） | 下一届： 《挪亞：滅世啟示》    |